# پژبشوو (استان اشوی‌داشکسیه)
پژبشوو (به لهستانی: Przybyszów) یک منطقهٔ مسکونی در لهستان است که در گمینا موسکوژو واقع شده‌است. پژبشوو ۱۵۵ نفر جمعیت دارد.